# لورا ویهروا
لاورا ویهِروَه (به فنلاندی: Laura Vihervä) (زاده ۲۸ آوریل ۱۹۹۱) ژیمناست آیروبیک اهل فنلاند است.